# 小峰彌彦
小峰 彌彦（こみね みちひこ、1945年4月11日 - ）は、大正大学元学長で、真言宗の僧侶。東京都練馬区の観蔵院住職。真言宗智山派菩提院結集、川崎大師教学研究所教授。

## 著作リスト
- 『図解　曼荼羅の見方』（大法輪閣、1997年）
- 『般若心経に見る仏教の世界』（大正大学出版会、2002年）
- 『図解 早わかり！ 空海と真言宗』（三笠書房知的生きかた文庫、2013年）
- 『神と仏の日本文化 遍照の宝鑰』（大法輪閣、2017年）

### 博士論文
- 『般若思想の形成とその密教的展開』（博士論文、大正大学、2005年）

### 論文
- CiNii>小峰彌彦
- INBUDS>小峰彌彦